# 山ノ内 (鎌倉市)

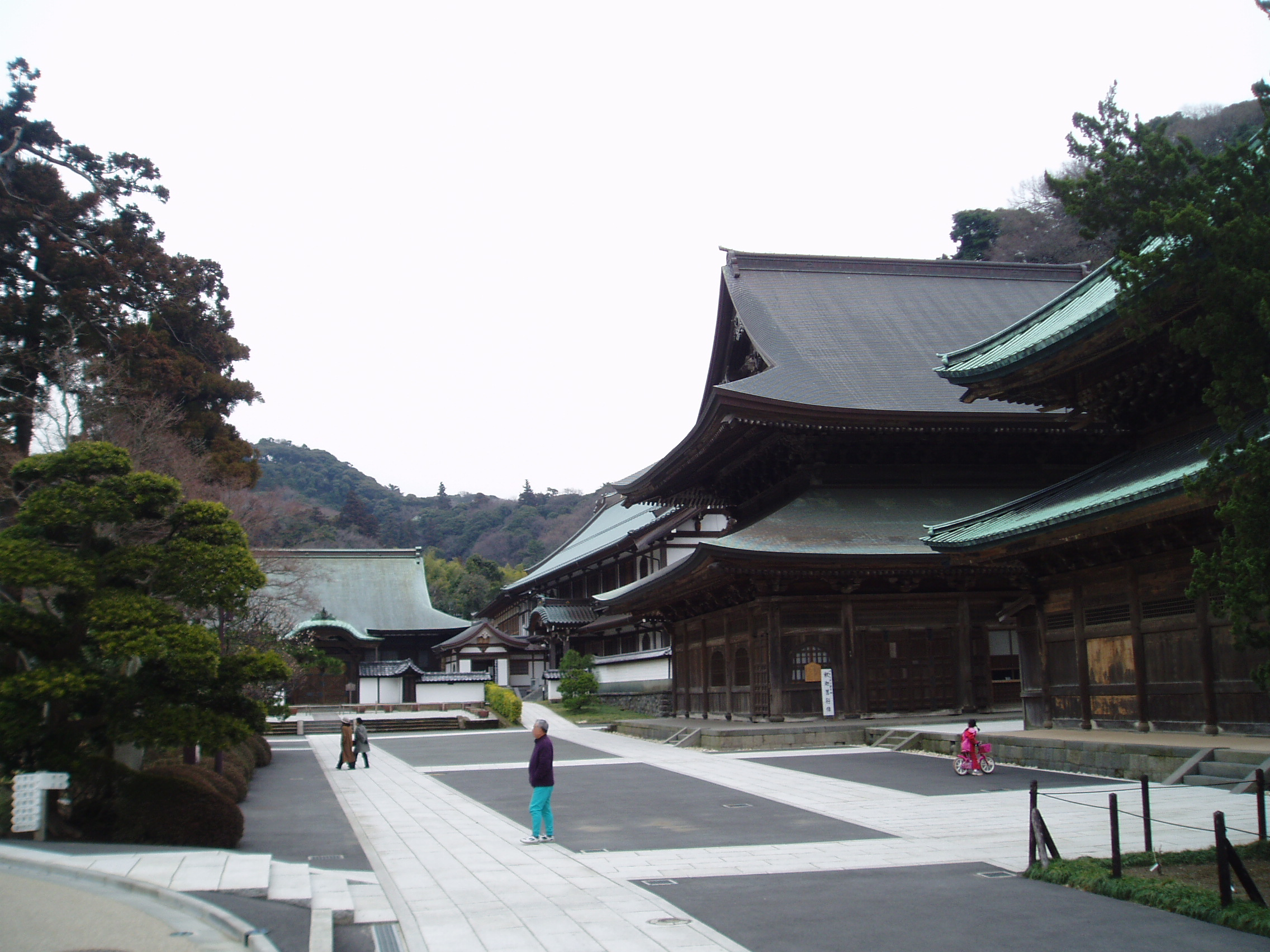
建長寺

山ノ内（やまのうち）は、鎌倉市の大字。住居表示未実施区域。

## 地理
山之内などとも書かれる。また、北鎌倉駅があるため北鎌倉という通称で知られ、建長寺・円覚寺・東慶寺・浄智寺・明月院などの寺院で有名な観光地。市の区分では鎌倉地域（狭義の鎌倉）ではなく大船地域に入るが、鎌倉地域のすぐ北西に接し、巨福呂坂および亀ヶ谷坂の切通しで鎌倉地域につながる。
北西にある大船方面に開けた谷状の地形であり、その谷地を鎌倉街道・横須賀線が並行して走る。
南北丘陵地から鎌倉街道に向けて開けた小規模な谷戸は、1つの谷戸全体を1寺院が占めるように建てられている場所が多い。
北鎌倉駅開設後に別荘・住宅が増えたが、地内西側以外はあまり開発されておらず、特に南部・北東部の丘陵地帯には自然が多く残る。

### 山岳
- 六国見山

### 地価
住宅地の地価は、2023年（令和5年）1月1日の公示地価によれば、山ノ内字東瓜ケ谷1183番32外の地点で13万3000円/m2となっている。

## 歴史
古くは山内庄（現在の大船から横浜市栄区・戸塚区方面まで含む）の一部であり、この一帯を領したのが山内氏である。山内首藤俊通を家祖とするこの家は後世、単に山内を称するに至った。有名な子孫には傍流の子孫を称する山内一豊がいる。鎌倉時代には有力武家の屋敷や建長寺、円覚寺が造られて栄えた。室町時代には関東管領の上杉氏（山内上杉家）が居を構え、現在でも「管領屋敷」という地名（北鎌倉駅近く）が残る。明治時代に鎌倉郡小坂村（のち大船町）の一部となり、1948年鎌倉市に編入。

### 史跡

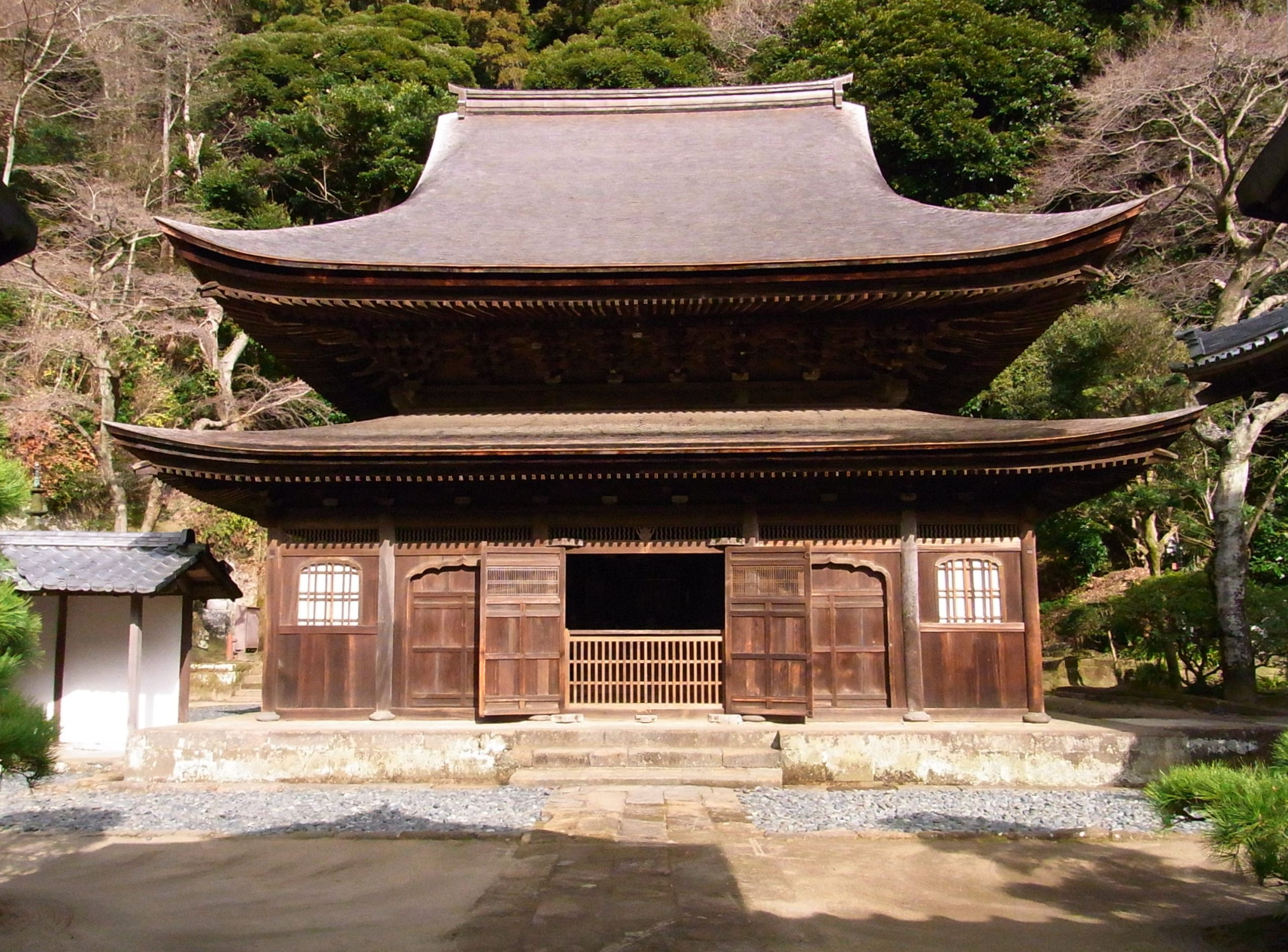
円覚寺舎利殿（国宝）

- 建長寺（巨福山 建長興國禪寺） - 鎌倉五山第一位
- 円覚寺（瑞鹿山 圓覺興聖禪寺） - 鎌倉五山第二位
- 東慶寺（松岡山 東慶總持禪寺）
- 浄智寺（金寶山（金峰山）淨智寺） - 鎌倉五山第四位
- 福源山明月院 - 別名紫陽花寺
- 長寿寺（寶龜山長壽寺）
- 光照寺（西臺山英月院光照寺） - 別名石楠花寺
- 円応寺（新居山圓應寺、新居閻魔堂、十王堂）
- 葛原岡神社 - 梶原との境界にある
- 八雲神社 - 市内4社の八雲神社うちの1社

- 東瓜ヶ谷やぐらなど、地内各所にやぐらが残る。

## 世帯数と人口
2024年（令和5年）6月1日現在（鎌倉市発表）の世帯数と人口は以下の通りである。
| 大字   | 世帯数    | 人口    |
| ------ | --------- | ------- |
| 山ノ内 | 1,734世帯 | 3,636人 |

### 人口の変遷
国勢調査による人口の推移。
| 年                 | 人口  |
| ------------------ | ----- |
| 1995年（平成7年）  | 3,989 |
| 2000年（平成12年） | 3,820 |
| 2005年（平成17年） | 3,923 |
| 2010年（平成22年） | 3,966 |
| 2015年（平成27年） | 3,829 |
| 2020年（令和2年）  | 3,709 |

### 世帯数の変遷
国勢調査による世帯数の推移。
| 年                 | 世帯数 |
| ------------------ | ------ |
| 1995年（平成7年）  | 1,559  |
| 2000年（平成12年） | 1,619  |
| 2005年（平成17年） | 1,675  |
| 2010年（平成22年） | 1,739  |
| 2015年（平成27年） | 1,705  |
| 2020年（令和2年）  | 1,719  |

## 学区
市立小・中学校に通う場合、学区は以下の通りとなる（2017年7月時点）。
| 番地 | 小学校             | 中学校             |
| --- | ------------------ | ------------------ |
| 1～229、230-1〜2・-5 231、232-4・-14・-112 241-7～12・-21、244～247 248-1～9・-11〜12 248-16・-21、266～1548                                    | 鎌倉市立小坂小学校 | 鎌倉市立岩瀬中学校 |
| 230-3〜4、232-1～3・-5～13 232-15～111・-113～131 236～240、241-1～6 241-13～20、-22～51 242〜243、248-10・-13～15 248-17～20・-22～30 249～265 | 鎌倉市立今泉小学校 | 鎌倉市立岩瀬中学校 |

## 事業所
2021年（令和3年）現在の経済センサス調査による事業所数と従業員数は以下の通りである。
| 大字   | 事業所数  | 従業員数 |
| ------ | --------- | -------- |
| 山ノ内 | 201事業所 | 997人    |

### 事業者数の変遷
経済センサスによる事業所数の推移。
| 年                 | 事業者数 |
| ------------------ | -------- |
| 2016年（平成28年） | 185      |
| 2021年（令和3年）  | 201      |

### 従業員数の変遷
経済センサスによる従業員数の推移。
| 年                 | 従業員数 |
| ------------------ | -------- |
| 2016年（平成28年） | 1,117    |
| 2021年（令和3年）  | 997      |

## 交通

### 鉄道
- JR横須賀線 - 北鎌倉駅

### バス
- 江ノ電バス

### 道路
- 神奈川県道21号横浜鎌倉線（鎌倉街道） - 鎌倉街道「中道」をほぼ踏襲する。道幅が狭く、山ノ内付近の2ヶ所で横須賀線と踏切交差しているため渋滞が激しい。
- 巨福呂坂
- 亀ヶ谷坂

## 施設

### 教育機関
- 鎌倉女子大学（山ノ内学舎）
- 鎌倉学園中学校・高等学校
- 北鎌倉女子学園中学校・高等学校

### 美術館
- 葉祥明美術館
- 雪堂美術館
- 古陶美術館

### その他
- 松ヶ岡文庫

## 北鎌倉を舞台とした作品
- サザンオールスターズ「北鎌倉の思い出（2018年）